# Pucioasa
Pucioasa (pronunciación: [puˈt͡ʃjo̯asa]) es una villa rumana perteneciente al județ de Dâmbovița.
En 2011 tiene 14 254 habitantes, el 94,65% rumanos.

## Historia
Se conoce su existencia desde 1649, cuando un documento la menciona como "Piatra Pucioasă", cuyo nombre hace referencia a las cercanas minas de azufre.
Se sitúa sobre la carretera 71, unos 5 km al norte de Târgoviște, junto al curso alto del río Ialomița.